# Passage de Lagny
Le passage de Lagny est une voie du 20e arrondissement de Paris, en France.

## Situation et accès
Le passage de Lagny est situé dans le 20e arrondissement de Paris. Il débute au 87, rue de Lagny et se termine au 18, rue Philidor.

## Origine du nom
Il porte ce nom en raison du voisinage de la rue de Lagny. 

## Historique
Cette voie est créée par la Compagnie du chemin de fer de Ceinture lors du déplacement de la gare aux marchandises de Charonne et remise à la Ville de Paris en 1870. Elle prend sa dénomination actuelle par un arrêté du 1er février 1877.